# Campionati del mondo di ciclismo su pista 2016 - Velocità femminile
La gara di velocità femminile ai Campionati del mondo di ciclismo su pista 2016 si è svolta il 5 e il 6 marzo 2016.

## Podio
| Pos.    | Atleta         | Nazionalità |
| ------- | -------------- | ----------- |
| Oro     | Zhong Tianshi  | Cina        |
| Argento | Lin Junhong    | Cina        |
| Bronzo  | Kristina Vogel | Germania    |

## Risultati

### Qualificazioni
I migliori ventiquattro tempi si qualificano per i sedicesimi di finale.
| Posizione | Atleta              | Nazione       | Tempo  | Gap    | Note |
| --------- | ------------------- | ------------- | ------ | ------ | ---- |
| 1         | Stephanie Morton    | Australia     | 10.760 |        | Q    |
| 2         | Zhong Tianshi       | Cina          | 10.779 | +0.019 | Q    |
| 3         | Kristina Vogel      | Germania      | 10.812 | +0.052 | Q    |
| 4         | Anastasia Voynova   | Russia        | 10.844 | +0.084 | Q    |
| 5         | Lee Wai Sze         | Hong Kong     | 10.888 | +0.128 | Q    |
| 6         | Natasha Hansen      | Nuova Zelanda | 10.949 | +0.189 | Q    |
| 7         | Laurine van Riessen | Paesi Bassi   | 10.958 | +0.198 | Q    |
| 8         | Elis Ligtlee        | Paesi Bassi   | 10.958 | +0.198 | Q    |
| 9         | Lin Junhong         | Cina          | 10.963 | +0.203 | Q    |
| 10        | Anna Meares         | Australia     | 11.013 | +0.253 | Q    |
| 11        | Katy Marchant       | Gran Bretagna | 11.046 | +0.286 | Q    |
| 12        | Kaarle McCulloch    | Australia     | 11.047 | +0.287 | Q    |
| 13        | Kate O'Brien        | Canada        | 11.056 | +0.296 | Q    |
| 14        | Virginie Cueff      | Francia       | 11.078 | +0.318 | Q    |
| 15        | Gong Jinjie         | Cina          | 11.094 | +0.334 | Q    |
| 16        | Miriam Welte        | Germania      | 11.107 | +0.347 | Q    |
| 17        | Jessica Varnish     | Gran Bretagna | 11.110 | +0.350 | Q    |
| 18        | Olga Panarina       | Azerbaigian   | 11.143 | +0.383 | Q    |
| 19        | Emma Hinze          | Germania      | 11.209 | +0.449 | Q    |
| 20        | Tania Calvo         | Spagna        | 11.231 | +0.471 | Q    |
| 21        | Juliana Gaviria     | Colombia      | 11.284 | +0.524 | Q    |
| 22        | Dar'ja Šmelëva      | Russia        | 11.296 | +0.536 | Q    |
| 23        | Lyubov Shulika      | Ucraina       | 11.299 | +0.539 | Q    |
| 24        | Luz Gaxiola         | Messico       | 11.312 | +0.552 | Q    |
| 25        | Fatehah Mustapa     | Malaysia      | 11.334 | +0.574 |      |
| 26        | Martha Bayona       | Colombia      | 11.336 | +0.576 |      |
| 27        | Monique Sullivan    | Canada        | 11.409 | +0.649 |      |
| 28        | Helena Casas        | Spagna        | 11.467 | +0.707 |      |
| 29        | Sandie Clair        | Francia       | 11.498 | +0.738 |      |
| 30        | Lisandra Guerra     | Cuba          | 11.532 | +0.772 |      |
| 31        | Kayono Maeda        | Giappone      | 11.564 | +0.804 |      |
| 32        | Miglė Marozaitė     | Lituania      | 11.576 | +0.816 |      |
| 33        | Takako Ishii        | Giappone      | 11.801 | +1.041 |      |

### Sedicesimi di finale
I vincitori di ogni batteria si qualificano per gli ottavi di finale
| Batteria | Posizione | Atleta              | Nazione       | Gap    | Note |
| -------- | --------- | ------------------- | ------------- | ------ | ---- |
| 1        | 1         | Stephanie Morton    | Australia     |        | Q    |
| 1        | 2         | Luz Gaxiola         | Messico       | +0.236 |      |
| 2        | 1         | Zhong Tianshi       | Cina          |        | Q    |
| 2        | 2         | Lyubov Shulika      | Ucraina       | +0.284 |      |
| 3        | 1         | Kristina Vogel      | Germania      |        | Q    |
| 3        | 2         | Daria Shmeleva      | Russia        | +0.187 |      |
| 4        | 1         | Anastasia Voynova   | Russia        |        | Q    |
| 4        | 2         | Juliana Gaviria     | Colombia      | +0.104 |      |
| 5        | 1         | Lee Wai Sze         | Hong Kong     |        | Q    |
| 5        | 2         | Tania Calvo         | Spagna        | +0.088 |      |
| 6        | 1         | Natasha Hansen      | Nuova Zelanda |        | Q    |
| 6        | 2         | Emma Hinze          | Germania      | +0.084 |      |
| 7        | 1         | Laurine van Riessen | Paesi Bassi   |        | Q    |
| 7        | 2         | Olga Panarina       | Azerbaigian   | +0.081 |      |
| 8        | 1         | Jessica Varnish     | Gran Bretagna |        | Q    |
| 8        | 2         | Elis Ligtlee        | Paesi Bassi   | +0.091 |      |
| 9        | 1         | Lin Junhong         | Cina          |        | Q    |
| 9        | 2         | Miriam Welte        | Germania      | +0.281 |      |
| 10       | 1         | Anna Meares         | Australia     |        | Q    |
| 10       | 2         | Gong Jinjie         | Cina          | +0.157 |      |
| 11       | 1         | Virginie Cueff      | Francia       |        | Q    |
| 11       | 2         | Katy Marchant       | Gran Bretagna | +0.281 |      |
| 12       | 1         | Kate O'Brien        | Canada        |        | Q    |
| 12       | 2         | Kaarle McCulloch    | Australia     | +0.072 |      |

### Ottavi di finale
I vincitori di ogni batteria si qualificano per i quarti di finale, i perdenti vanno ai ripescaggi
| Batteria | Posizione | Atleta              | Nazione       | Gap    | Note |
| -------- | --------- | ------------------- | ------------- | ------ | ---- |
| 1        | 1         | Stephanie Morton    | Australia     |        | Q    |
| 1        | 2         | Kate O'Brien        | Canada        | +0.189 |      |
| 2        | 1         | Zhong Tianshi       | Cina          |        | Q    |
| 2        | 2         | Virginie Cueff      | Francia       | +0.223 |      |
| 3        | 1         | Kristina Vogel      | Germania      |        | Q    |
| 3        | 2         | Anna Meares         | Australia     | +0.290 |      |
| 4        | 1         | Lin Junhong         | Cina          |        | Q    |
| 4        | 2         | Anastasia Voynova   | Russia        | +0.023 |      |
| 5        | 1         | Lee Wai Sze         | Hong Kong     |        | Q    |
| 5        | 2         | Jessica Varnish     | Gran Bretagna | +0.151 |      |
| 6        | 1         | Natasha Hansen      | Nuova Zelanda |        | Q    |
| 6        | 2         | Laurine van Riessen | Paesi Bassi   | +0.021 |      |

### Ripescaggi ottavi di finale
I vincitori di ogni batteria si qualificano per i quarti di finale
| Batteria | Posizione | Atleta              | Nazione       | Gap    | Note |
| -------- | --------- | ------------------- | ------------- | ------ | ---- |
| 1        | 1         | Kate O'Brien        | Canada        |        | Q    |
| 1        | 2         | Anastasia Voynova   | Russia        |        |      |
| 1        | 3         | Laurine van Riessen | Paesi Bassi   | +0.103 |      |
| 2        | 1         | Anna Meares         | Australia     |        | Q    |
| 2        | 2         | Virginie Cueff      | Francia       | +0.052 |      |
| 2        | 3         | Jessica Varnish     | Gran Bretagna | +0.251 |      |

### Quarti di finale
I vincitori di ogni batteria si qualificano per le semifinali
| Batteria | Posizione | Atleta           | Nazione       | Gara 1 | Gara 2 | Gara 3 | Note |
| -------- | --------- | ---------------- | ------------- | ------ | ------ | ------ | ---- |
| 1        | 1         | Anna Meares      | Australia     | X      | +0.063 | X      | Q    |
| 1        | 2         | Stephanie Morton | Australia     | +0.050 | X      | +0.093 |      |
| 2        | 1         | Zhong Tianshi    | Cina          | X      | X      |        | Q    |
| 2        | 2         | Kate O'Brien     | Canada        | +0.122 | +0.171 |        |      |
| 3        | 1         | Kristina Vogel   | Germania      | X      | X      |        | Q    |
| 3        | 2         | Natasha Hansen   | Nuova Zelanda | +0.395 | +0.122 |        |      |
| 4        | 1         | Lin Junhong      | Cina          | X      | X      |        | Q    |
| 4        | 2         | Lee Wai Sze      | Hong Kong     | +0.024 | +0.028 |        |      |

### Semifinale
I vincitori di ogni batteria si qualificano per la finale per l'oro, gli altri si qualificano per la finale per il bronzo
| Batteria | Posizione | Atleta         | Nazione   | Gara 1 | Gara 2 | Gara 3 | Note |
| -------- | --------- | -------------- | --------- | ------ | ------ | ------ | ---- |
| 1        | 1         | Lin Junhong    | Cina      | X      | X      |        | Q    |
| 1        | 2         | Anna Meares    | Australia | +0.027 | +0.075 |        |      |
| 2        | 1         | Zhong Tianshi  | Cina      | X      | X      |        | Q    |
| 2        | 2         | Kristina Vogel | Germania  | +0.009 | +0.014 |        |      |

### Finale
| Posizione            | Atleta         | Nazione   | Gara 1 | Gara 2 | Gara 3 |
| -------------------- | -------------- | --------- | ------ | ------ | ------ |
| Finale per l'oro     |                |           |        |        |        |
| 1                    | Zhong Tianshi  | Cina      | X      | X      |        |
| 2                    | Lin Junhong    | Cina      | +0.020 | +0.656 |        |
| Finale per il bronzo |                |           |        |        |        |
| 3                    | Kristina Vogel | Germania  | X      | X      |        |
| 4                    | Anna Meares    | Australia | +0.166 | +0.071 |        |